# Mohamed Lakhdar-Hamina
Mohamed Lakhdar-Hamina (àrab: مُحمَّد الأخضر حمينة)  (Msila, 26 de febrer de 1934 - Alger, 23 de maig de 2025) va ser un actor, director, productor de cinema i guionista algerià.

## Biografia
Va estudiar a França, i el 1958 s'uní al govern provisional de la República Algeriana (GPRA) a Tunis, durant la Guerra d'Algèria. Va fer una passantia al servei de notícies de Tunísia, abans de ser enviat a l'Escola de cinema de Praga (FAMU) on s'especialitza en direcció. Després de la independència, crea la OAA, que dirigeix de 1963 a 1974. El 1981, dirigeix l'ONCIC, que va deixar al 1984.
Després d'obtenir el Premi a la Primera Obra, el 1967, per Le Vent des Aurès (‘El vent dels Aurès’), va guanyar la Palma d'Or en el Festival de Canes de 1975 per la seua obra més famosa, Crònica dels anys de foc.
Va dirigir altres quatre llargmetratges: Hassan Terro, Desembre, Vent d'arena i La darrera imatge. Durant la seua carrera, Mohamed Lakhdar-Hamina va produir i coproduir més de trenta pel·lícules, com ara Z, de Costa-Gavras, o Le Bal, d'Ettore Scola.

## Filmografia

### Director
- 1964: Mais un jour de novembre (‘Però un dia de novembre’) (documental)[6]
- 1966: Le Vent des Aurès (‘El vent dels Aurès’) (Rih al awras)
- 1968: Hassan Terro (‘Hasan Terro’)
- 1973: Décembre (‘Desembre’)
- 1975: Chronique des années de braise (‘Crònica dels anys de foc’) (Waqai sanawat al-djamr)
- 1982: Vent de sable (‘Vent d'arena’)
- 1986: La Dernière Image (‘La darrera imatge’) (Al-sûr al-akhira)
- 1992: Automne, octobre à Alger (‘Tardor, octubre a Alger’)
- 2014: Crépuscule des ombres (‘Crepuscle de les ombres’)

### Actor
- 1975: Chronique des années de braise (‘Crònica dels anys de foc’): el contista boig
- 1986: La dernière image (‘La darrera imatge’): oncle Amar
- 2019: J'accuse (‘Acuso’), de Roman Polanski: Bachir

### Guionista
- 1966: Le Vent des Aurès (‘El vent dels Aurès’)
- 1974: Hassan Terro (‘Hassan Terro’)
- 1975: Chronique des années de braise (‘Crònica dels anys de foc’)

## Premis
| Any  | Categoria                      | Pel·lícula                     | Resultat  |
| ---- | ------------------------------ | ------------------------------ | --------- |
| 1967 | Premi al millor primer treball | Le Vent des Aurès              | Guanyador |
| 1975 | Palma d'Or                     | Chronique des années de braise | Guanyador |
| 1982 | Palma d'Or                     | Vent de sable                  | Nominat   |
| 1986 | Palma d'Or                     | La Dernière Image              | Nominat   |